# Сан Хинес
«Сан Хине́с» (исп. San Ginés — «Святой Генезий») — историческое кафе в центре Мадрида, «шоколатерия», фирменным блюдом в которой является шоколад с чуррос. «Сан Хинес» была основана в 1894 году и находится в одноимённом крытом переулке от улицы Ареналь, соединяющей площади Пуэрта-дель-Соль и Изабеллы II, рядом с церковью Святого Генезия Арльского. Упоминается в «Национальных эпизодах» Бенито Переса Гальдоса. В «Сан Хинесе» бывали почти все испанские знаменитости. В первый день Рождества 2006 года в «Сан Хинесе» за шоколадом с чуррос собрались с семьями в то время принц Астурийский Филипп и инфанты испанской королевской семьи.
Кафе сразу обрело известность благодаря располагавшемуся рядом театру Эславы, зрители которого после спектакля спрашивали в кафе шоколад с чуррос. Двухэтажное круглосуточное кафе с традиционными мраморными столиками и прилавком, украшенным асулехо, стало прибежищем мадридских полуночников. В первые часы первого января, ещё затемно, к «Сан Хинесу» стекаются в гигантские очереди толпы праздновавших Новый год на Пуэрта-дель-Соль за первым в году шоколадом с чуррос, который, как считается, ещё и прекрасное средство от похмелья. Минералы, содержащиеся в шоколаде, помогают повысить уровень сахара в организме, позволяя ускорить расщепление алкоголя и тем самым уничтожить токсины. В Новый год в «Сан Хинесе» работают сразу три смены работников. «Сан Хинес» пользуется особой популярностью в предрассветные часы у ночных гуляк и весёлых пожилых сеньор круглый год, и, чтобы справиться с очередями в пять часов утра в период пандемии COVID-19, «Сан Хинес» в ноябре 2020 года ввёл систему предоплаченных билетов и доставку шоколада с чуррос на дом. И шоколад, и чуррос в кафе готовят из специальных смесей продуктов испанского производства. Ежедневно в «Сан Хинесе» сервируют в среднем две тысячи порций шоколада и более десяти тысяч чуррос. В 2014 году «Сан Хинес» посетило более миллиона клиентов. Помимо шоколада с чуррос «Сан Хинес» предлагает прохладительные напитки и кофе с выпечкой.

## Международные филиалы
В  2010 году шоколадница San Ginés открылась в Сибуя, Токио, адаптируя свои продукты к японским вкусам.
В настоящее время филиалы находятся в Марбелья, Испания; в Кайш-ду-Содре в Лиссабон, Португалия; и в Остин, Техас и Майами-Бич, Флорида, в Соединённые Штаты. Также филиал находится в Mercado de los Carruajes в Буэнос-Айрес, Аргентина.
В Мехико было 3 локации: на Парк Испания в Колония Кондеса, в Исторический центр Мехико и в Ломас-де-Чапультепек. Однако они закрылись в 2025 году.